# Bougue
Bougue is een gemeente in het Franse departement Landes (regio Nouvelle-Aquitaine) en telt 642 inwoners (2011). De plaats maakt deel uit van het arrondissement Mont-de-Marsan.

## Geografie
De oppervlakte van Bougue bedraagt 21,9 km², de bevolkingsdichtheid is 29,3 inwoners per km².
De onderstaande kaart toont de ligging van Bougue met de belangrijkste infrastructuur en aangrenzende gemeenten.

## Demografie
Onderstaande figuur toont het verloop van het inwonertal (bron: INSEE-tellingen).

## Trivia
Bougue is gelegen aan de Via Turonensis, een van de Franse pelgrimsroutes naar Santiago: vanaf Bougue is het nog 970 kilometer naar Sanstiago de Compostela.